# Caridina lamiana
Caridina lamiana is een garnalensoort uit de familie van de Atyidae. De wetenschappelijke naam van de soort is voor het eerst geldig gepubliceerd in 1965 door Holthuis.